# Občina Prevalje
Občina Prevalje je ena od občin v Republiki Sloveniji s 6.800 prebivalci. Ustanovljena je bila 1998/99 z razdelitvijo oziroma izločitvijo iz Občine Ravne na Koroškem. Leži v dolini reke Meže na Koroškem.
Izšel je tudi Prevaljski biografski leksikon.

## Naselja v občini
Belšak, Breznica, Dolga Brda, Jamnica, Kot pri Prevaljah, Leše, Lokovica, Poljana, Prevalje, Suhi Vrh, Šentanel, Zagrad